# ファン・ホーム ある家族の悲喜劇
『ファン・ホーム ある家族の悲喜劇』（原題 Fun Home: A Family Tragicomic）は、2006年にアメリカで刊行された自伝的漫画、グラフィックノベルである。作者はコミック・ストリップ作品『Dykes to Watch Out For』で知られる漫画家アリソン・ベクダル。日本では椎名ゆかりによる邦訳版が2011年に刊行、2017年には新装版が刊行された。

## 概要
米国ペンシルバニア州の田舎町における作者の子供時代と青年時代を描いており、特に父親との複雑な関係をその焦点に置いている。本作で扱われるテーマには、性的指向、性役割、自殺、心理的虐待、機能不全家族における育ち、そして、自身と家族を理解する上で文学が果たす役割がある。作者が自らポーズを取って人物の資料写真を撮るという労力のかかる制作方式を取っていたこともあり、本作の執筆には7年が費やされた。ベクダルは後に母親との関係を扱った作品『Are You My Mother?: A Comic Drama』も描いている。
本作は一般読者からも批評家からも好評を博し、『ニューヨーク・タイムズ』のベストセラーリストに2週間にわたって名を連ねた。ショーン・ウィルジーは『ニューヨーク・タイムズ・サンデー・ブックレビュー』で「二つのジャンル（コミックスとメモワール）に様々な面で新しい地平を開く、先駆的な作品」と評した。本作は複数の媒体で2006年のベスト書籍リストや、2000年代のベスト書籍リストに挙げられた。全米批評家協会賞やアイズナー賞3部門など複数の賞にノミネートされ、アイズナー賞を1部門で受賞した。フランスでは『リベラシオン』紙に連載されたほか、アングレーム国際漫画祭で優秀作品賞候補に選出され、本作を主題とする学術的会議も開催された。コミック（シークエンシャル・アート）に真摯な学問的営為が捧げられるようになってきた風潮もあって、伝記研究やカルチュラル・スタディーズなどの学術的文献で本作が取り上げられることも多い。
子供向けと考えられているコミックというメディアで同性愛のような題材を扱っていることで、本作はいくつかの論争を生んできた。ミズーリ州のある公立図書館は地域住民の抗議を受けて、5か月にわたって書架から本書を除去した。また、ユタ州とサウスカロライナ州の大学では本書の利用に抗議が寄せられた。
2013年、本書を原作とする同名のミュージカル作品がザ・パブリック・シアターで上演され、3か月余りにわたって公演が続けられた。脚本と作詞はオビー賞を受賞した劇作家リサ・クロン、作曲はトニー賞にノミネートされたジニーン・テソーリによる。演出はサム・ゴールドであった。この公演は「レズビアンを扱った初めてのメインストリーム・ミュージカル作品」とされた。ミュージカル作品『ファン・ホーム』は2014年のピューリッツァー賞戯曲部門の最終選考に残り、またルシール・ローテル最優秀ミュージカル作品賞、ニューヨーク演劇批評家協会賞最優秀ミュージカル賞、オビー賞ミュージカル作品賞を受賞した。2015年4月からはブロードウェー公演が始まり、第69回トニー賞では数々の部門にノミネートされ、ミュージカル作品賞などを受賞した。

## 解説
本作の叙述は単線的ではなく循環的であり、作中の出来事は新しい情報や視点のもとで何度も語りなおされる。ベクダルは本作の構成を迷宮に例えている。「同じ題材を繰り返し探索する。ただし外郭からスタートして、らせんを描くように物語の核心に近づいていく」ナンシー・K・ミラーは『米国現代語学文学協会紀要』に掲載された回想録と事実の関係についての論考で、ベクダルは同じ場面やテーマを再訪することで「記憶を再構成しており、[いくつもの記憶の断片を]結び付けることの意味が本作の構造そのものを生み出している」と説明した。さらに、本作にはギリシア神話から視覚芸術まで様々な文学作品への引喩が含まれており、作者の幼少期と思春期に家庭で起きた出来事が、この引喩のレンズを通して与えられる構造になっている。ミラーによれば、文学的テクストを引用した叙述が「家族関係の謎を解くための、真偽の入り混じった手がかりを与えている」。
本作はベクダルの家庭に焦点を当てたメモワールであり、特に中心となるのは父親ブルースとの関係である。ペンシルバニア州の田舎町ビーチ・クリークに住むブルース・ベクダルは、葬儀屋と高校の英語教師を兼業しながらアリソンと二人の弟を育てた。本書のタイトル「Fun Home（楽しい我が家）」は、ブルースが祖父から受け継いだ「funeral home（斎場）」を呼ぶ一家の隠語であり、また同時にブルースが家庭を専制的に支配していることへのアイロニーでもある。ブルースが営む二つの職業は、本書の中心的題材である死と文学に反映されている。
本作の冒頭では、ブルース・ベクダルがヴィクトリア風の自宅の修復に取りつかれていることが語られる。家の補修への偏愛と裏腹に家族との間に感情的な隔たりがあることは、冷淡な態度や、時おり見せる虐待と言っていいほどの怒りの激発によってうかがえる。その感情的な距離はブルースの隠れた同性愛指向と結びついている。ブルース・ベクダルは兵役中に同性愛の経験を持ち、高校で教えている男子生徒とも関係を持った。高校生の中にはベクダル一家と親しくなったり、ベビーシッターを務めた者もいる。ブルースは44歳で妻から離婚を切り出され、その2週間後、パンの配達トラックが走ってくる道路に飛び出して轢死した。はっきりした証拠はないものの、アリソン・ベクダルは父が自殺したのだと結論付ける。
本作ではまた、性的自己同一性を巡るアリソン・ベクダル自身の苦闘が描かれており、アリソンが自分はレズビアンだと気づいて両親にカミングアウトすることでカタルシスに達する。ベクダルは子供時代の日記の写し、マスターベーションに関する逸話、恋人ジョーンとの最初の性体験などを通して自身の性的成熟を包み隠さず描いている。
同性愛者という共通点のほかにも、アリソンとブルースの父娘は強迫性傾向や芸術家気質を共有している。ただし彼らの美的な志向は正反対であった。
父がアテナイ人なら、私はスパルタ人。ヴィクトリア風に対するモダニズム。父はネリー、私はブッチ。耽美主義者に対する実用主義者。
二人はそれぞれ与えられた性役割に不満を持っているが、それを解消しようとする中でこの対置関係が緊張を生むことになる。
私たちはそれぞれが性倒錯者だっただけでなく、お互いの倒置でもあった。私は父の男らしくない部分を自分が埋め合わせようとした。その一方で、父は私を通して女性的な何かを表現しようとした。それは互いに交わらない戦いであり、ゆえに永遠にエスカレートし続ける定めにあった。
しかし、ブルース・ベクダルは死の直前に娘と対話する機会を持ち、自らの性的遍歴の一部を吐露する。このエピソードにより、父子の葛藤が部分的に解消されたことが示される。
ベクダルは本作の随所で、自身が同性愛をカミングアウトしたことが父の自殺の動機になったのかと自問する。それに対する決定的な答えは与えられないが、ベクダルは父親が同性愛を隠していたことと自身が同性愛をオープンにしたことのつながりを事細かに分析し、父に対する負債を明暗両面から明らかにしていく。

### テーマ
ベクダルは自身の性的関心を発見した経緯をこう説明している。
自分がレズビアンだという認識は、19歳の時に、本に囲まれて育った私に相応な形でやってきた。（作者が同性愛者のインタビュー集 Word is Out, Stories of Some of Our Lives を読んでいる絵に付けられたナレーション）
作者の性的指向は幼少期からすでに兆候が表れていた。カンヌの海水浴場では「タンクスーツの代わりに海水パンツをはく権利」を望み、あるキャンプ旅行では弟たちに自分をアリソンではなくアルバートと呼ぶよう頼む。
父親も同性愛行為を行っていたと明かされると、ベクダルは当惑する。
私は脇へ押しやられ、私自身のドラマの主役ではなく、両親の悲劇のコミックリリーフに成り下がった。
アリソン・ベクダルと父ブルースはそれぞれの問題に異なった方法で対処した。ベクダルは実際に同性愛関係を持つより先にその事実を認めたが、父親は自らの性的関心を隠した。ブルースはカミングアウトを忌避しており、会話の中身が危険なほど同性愛に近づくと「目に恐怖が浮かぶ」。
本作は性的指向だけでなくジェンダー・アイデンティティの問題にも触れている。ベクダルが父親を「女々しい男」と見ていた一方、父親はベクダルが成人するまでずっと娘を女性的な人間に育てようとし続けた。
死もまた本作の基調を成すテーマである。一般的な子供とは異なり、葬儀屋を営んでいたベクダル家の子供たちにとって死はすぐ手の届くところにあった。アリソン・ベクダルは父の死が事故なのか自殺なのかと思案し、おそらく意図的に自殺したのだと結論付ける。

### 引喩
本作において、文学作品からの引喩は単なる形式的な物でも、文体上の物でもない。ベクダルはこう述べている。
私がこれらの引喩を用いたのは … 描写の手段とするためだけではない。両親が私にとってもっとも現実的に感じられたのが、小説の言葉で語るときだったのだ。そしておそらく、一つ一つの例えよりも、距離を置いて鑑賞するかのような私の醒めた態度こそが、私の家に漂っていた冷ややかさをよく伝えているだろう。
ベクダルは作中で父親との関係をダイダロスとイカロスの神話に重ね合わせる。子供のころのベクダルは、ゴシック・リバイバル風の家に住む一家を、チャールズ・アダムスの漫画に登場するアダムス・ファミリーになぞらえていた。ブルース・ベクダルの自殺はアルベール・カミュの小説『幸福な死』や随筆『シーシュポスの神話』を援用して論じられる。ブルースが入念に美的かつ知的な世界を構築したことはスコット・フィッツジェラルドの『グレート・ギャツビー』に例えられる。またベクダルは、父ブルースは伝記 The Far Side of Paradise に見られるフィッツジェラルドの人生を自分の人生の雛形にしたのではないかと示唆している。
ブルースの妻である母ヘレンはヘンリー・ジェイムズの小説『ワシントン・スクエア』や『ある婦人の肖像』の主人公に例えられる。ヘレン・ベクダルはアマチュア女優であった。本作はヘレンが演じた舞台を描くことで、彼女の結婚生活の様相を浮かび上がらせている。ヘレン・ベクダルが夫ブルースと出会ったのは『じゃじゃ馬ならし』の学生公演であり、作者アリソンはこれが「後の結婚生活を予兆するもの」だったと暗示している。地元の劇団が上演した『真面目が肝心』でヘレン・ベクダルが演じたブラックネル卿夫人役はやや詳しく描写され、ブルース・ベクダルはオスカー・ワイルドに例えられる。
ブルースの同性愛への論考ではマルセル・プルーストの『失われた時を求めて』の引喩が用いられ、父娘が共有する芸術指向と強迫性傾向を描く場面ではE・H・シェパードが『たのしい川べ』に描いた挿絵が言及される。ブルースとアリソンは、それぞれの性的指向をそれとなく知らせ合うために同性愛者の回想録を使っている。ブルースがまず娘にコレットの自伝的な著作集 Earthly Paradise を貸す。その直後、アリソンは図書館で借りたケイト・ミレットの自叙伝 Flying を実家に置き忘れ、返却するよう父に頼む。これはアリソンの言葉によれば「無意識ながら雄弁な意思表示」であった。最終章に至って再びダイダロス神話が引かれ、アリソン・ベクダルは自身をジェイムズ・ジョイスの『ユリシーズ』に登場するスティーブン・ディーダロスに、父親をレオポルド・ブルームに例え、それと並行して神話のテレマコスとオデュッセウスに言及する。
章タイトルもすべて文学からの引喩である。第一章 "Old Father, Old Artificer,"（古代の父よ、古代の芸術家よ）はジョイスの『若き芸術家の肖像』の一節から引かれており、第二章 "A Happy Death"（幸福な死）は同題のカミュの小説を元にしている。第三章 "That Old Catastrophe"（かの大いなる禍い）はウォーレス・スティーブンズの『日曜の朝』の一節から取られた。第四章 "In the Shadow of the Young Girls in Flower"（花咲く乙女たちのかげに）はプルーストの『失われた時を求めて』の一巻の題名を英語に直訳したものである。この題は一般には "Within a Budding Grove" と英訳される。
文章の中で明示的に行われる文学からの引喩のほかに、絵の中でもテレビ番組などのポップカルチャーからの引喩が行われている。コマの背景に描かれたテレビの画面に当時の番組が映っている場面は多い。引用された中には『素晴らしき哉、人生!』、『セサミストリート』のバートとアーニー、ヨギ・ベア（クマゴロー）、『怪鳥人間バットマン』、ロードランナーとワイリー・コヨーテ、リチャード・ニクソン大統領の辞任を伝えるニュース、『いたずら天使』がある。

## 作画
『ファン・ホーム』は黒の線画と灰色がかった青のウォッシュで描かれている。ショーン・ウィルジーはベクダルの作画を「ロバート・クラムを思わせるディテールや練達の画力が、著者独自の真剣味や複雑な感情、新規な手法と組み合わされている」と書いている。ダイアン・エレン・ハマーは Gay & Lesbian Review Worldwide 誌への寄稿で「キャラクターを非常にシンプルに、かつ明確に区別できるように描くベクダルの作風」と、それと対照的な「背景におけるディテールへの配慮」に言及した。ベクダルは『コミックス・ジャーナル』のインタビューに答えて、本作の一つ一つのコマに込められた情報量の多さには明確な意図があったと述べた。
 私にとって非常に大事なのは、文章を読むのと同じように、ゆっくりと意味を紐解くやり方で絵を読むことができるということです。読み取る情報がないような絵は好きではありません。私が描きたいのは、読まなければならない絵、読み解く必要がある絵、時間をかければならない絵、読者が迷い込んでしまうような絵です。そうでなければ意味なんかありません。
ベクダルは本作の制作に7年の期間を費やした。作画手法は手が込んでいて時間がかかるものだった。ベクダルはまずAdobe Illustratorで原稿に枠線を引き、そこに文章を配置するとともに人物を大ざっぱに描きこんでいった。リファレンス写真が多用され、多くのコマではベクダル自身が人物のポーズを取ってデジタルカメラで撮影した。背景についても、たとえば1976年7月4日にグリニッジ・ヴィレッジの屋上から見た花火を描いたコマでは、問題の建物から当時のニューヨークの街並みを写した写真をGoogle画像検索で探してリファレンスにしたという。またベクダルは家族写真や手紙、地元の地図、子供のころ書いた日記など多数の資料を丹念に模写して叙述に使用した。1ページ分の下書きが出来上がると、プレート仕上げのブリストル紙上にペンでトレースしてコンピュータに取り込んだ。さらに別の水彩画用紙にグレイ・ブルーのウォッシュを描き、フォトショップで線画と重ね合わせた。青みがかった色が選ばれたのは、表現の幅が広く、また題材にふさわしい「沈んだ哀愁のある色」だからである。ベクダルはこのように緻密な制作手法を取った理由を「抑えがたい強迫性傾向」のためだとした。

## 刊行と反響
本作の初版は2006年6月8日にホートン・ミフリン（ボストン・ニューヨーク）からハードカバー本として刊行された。同書は2006年6月18日から7月1日にかけて2週間にわたって『ニューヨーク・タイムズ』のベストセラーリストのハードカバー・ノンフィクション部門に名を連ねた。その後も売れ行きは順調で、2007年2月までに55,000部が発行された。英国では2006年9月14日にランダムハウスのインプリントであるジョナサン・ケープからトレード・ペーパーバック版が刊行された。2007年6月5日にはホートン・ミフリン傘下のインプリント、マリナー・ブックスからペーパーバック版が刊行された。。
フランスでは、2006年夏にパリの『リベラシオン』紙にコリン・ジュルヴェとリリ・シュタインによる翻訳版が連載された。連載終了後、同年10月26日にÉditions Denoëlから単行本が刊行された。2007年1月にはアングレーム国際漫画祭において本作が最優秀作品候補 (official selection) に選出された。同月、トゥールのフランソワ・ラブレー大学アングロフォン研究学科の主催により、ベクダルの著作に関する学会がパリとトゥールで開催された。そこでは本作が、パラドキシカルな緊張をはらんだ「軌跡」の交錯として、またパラテクストである絵と相互作用するテクストとして、あるいはドラァグをメタファーとして用いた意味の探求としてなど、様々な観点から分析された。後にこれらの研究は、ベクダルとその著作を題材とするほかの論文とともに査読付き学術誌 GRAAT 上で公刊された。
2007年1月、リッツォーリ社からイタリア語版が刊行された。ブラジルでは2007年にコンラード・エディトーラからポルトガル語版が刊行された。2008年1月にはキーペンホイヤー・ヴィッチからドイツ語版が刊行された。そのほか、2008年時点でハンガリー語、朝鮮語、ポーランド語への翻訳が行われており、中国語版の刊行も予定されていた。
2012年の春学期、ベクダルはシカゴ大学において文学研究者ヒラリー・シュートと共同で "Lines of Transmission: Comics and Autobiography"（交信のライン：コミックスと自伝）と題する講座を開いた。

### 日本語版
2011年3月、小学館集英社プロダクションから椎名ゆかりの翻訳による日本語版が刊行された。同年の第15回文化庁メディア芸術祭マンガ部門では本作が全4作の優秀賞の一つに選出された。海外作品がこの賞を受賞したのは初めてのことだった（パコ・ロカの作品『皺』と同時受賞）。主査である漫画家さいとうちほは本作を「日本で脈々と続いている映画的なマンガの描き方とは異にする、小説的な描き方」「唯一無二のマンガ空間」と評した。『ファン・ホーム』ミュージカル版（後述）の日本初公演を翌年に控えた2017年12月には新装版が刊行された。評論家の小野耕世は2018年ガイマン賞の特別賞に新装版を選出し、「コマ割りさえしっかりしていれば、どんな表現も可能であることを証明した秀作」「きめの細かい苦心の翻訳」と評した。

### 批評と受賞
本作は多くの媒体で好意的な批評を受けた。ロンドンの『タイムズ』は本作を「意義深い重要な本」と呼び、Salon.comは「美しい、掛け値なしの傑作」と評し、『ニューヨーク・タイムズ』は書評2篇、特集記事1篇を掲載した。ショーン・ウィルジーは『ニューヨーク・タイムズ』の批評で本作を「二つのジャンル（コミックスとメモワール）に様々な点で新しい地平を開いた、先駆的な作品」「言葉を愛する人々のためのコミックブック」と評した。ジル・ソロウェイは『ロサンゼルス・タイムズ』への寄稿で本作を全体として称賛したが、引用で埋められた文章が時に「やや不明瞭」だと述べた。同様に、カナダのオンラインマガジン『ザ・タイ―』は「物語を様々なギリシャ神話やアメリカ文学、あるいは古典戯曲に結びつけようという語り手の主張」が「作為的」で「強引」だという印象を記した。対照的に『シアトル・タイムズ』のレビュアーは文学からの引用を肯定的に「圧倒的な文学的素養」と評した。『ヴィレッジ・ヴォイス』紙は以下のように評した。
 [本作は、コミックスという] メディアが自伝的な物語をどれほど効果的に（そして効率的に）伝えることができるかを示している。絵と言葉を単純に同期させず、二つのパートによって語るのはコミックスに特有の叙述様式で、これにより膨大な情報を圧縮して表現することが可能となる。
本作は『ニューヨーク・タイムズ』、Amazon.com、ロンドンの『タイムズ』、『ニューヨーク』など複数の媒体で2006年のベスト書籍リストに選出された。『パブリッシャーズ・ウィークリー』は本作を2006年のコミックブックのベストに挙げた。Salon.comは本作を2006年にデビューしたノンフィクションのベストに推し（厳密には「デビュー」と言えないことを認めながらも）、以下のように評した。
『ファン・ホーム』には、悔恨、同情、いらだち、挫折、哀れみ、そして愛が散りばめられて揺らめく光を放っている。それも、たいていはすべてが同時に。そこに必ず顔を覗かせるのは、自分自身を偽らず、自分を育てた人々をも正しく描くという不可能に近い課題に対する、深甚で優れて文学的なアイロニーである。
『エンターテインメント・ウィークリー』は本書を2006年のノンフィクション本のベストに選び、『タイム』は2006年の書籍ベストに挙げて「思いもよらなかった2006年の文学的成功」「一つの屋根の下でまったく別の世界に生きていた二人と、彼らの互いに対する密かな負い目を描いた傑作」と呼んだ。
『ファン・ホーム』は2006年の全米批評家協会賞メモワール・自伝部門の最終選考に残った。2007年にはLGBT関係の文学賞を四つ（GLAADメディア賞の最優秀コミックブック賞、ストーンウォール賞ノンフィクション部門、パブリッシング・トライアングル協会のジュディ・グラーン賞、ラムダ文学賞「レズビアンのメモワールもしくは自伝」部門）受賞した。2007年のアイズナー賞では、本作が「実話を基にした作品」部門の最優秀作品に選ばれたほか、「グラフィック・アルバム」部門にノミネートされ、ベクダル自身は最優秀ライター・アーティストの候補に挙げられた。2008年、『エンターテインメント・ウィークリー』誌は1983年から2008年までに刊行された書籍のベスト100を集めた「現代の古典」リストの第68位に本作を挙げた。『ガーディアン』は「すべての人が読むべき小説1000作」に本作を取り上げ、「美しく描かれた」ディテールに言及した。
2009年、ロンドンの『タイムズ』、『エンターテインメント・ウィークリー』、Salon.comらは本作を2000年代のベスト書籍リストに載せた。また、ジ・オニオンの『A. V. Club』は本作を2000年代のベスト・コミックブックの1冊として挙げた。
2010年、『ロサンゼルス・タイムズ』が運営する文学関係のブログ「ジャケット・コピー」は本作を「ゲイ文学の古典20作品」に含めた。

### 抗議と利用禁止の試み
2006年10月、米国ミズーリ州マーシャルのある住人が『ファン・ホーム』およびクレイグ・トンプソンの『ブランケット』の2冊のグラフィックノベルを市の図書館から取り除くよう運動を行った。除去支持派はそれらの本を「ポルノ」とみなしており、子供がそれらを読むことを懸念していた。マーシャル市立図書館の館長エイミー・クランプはこれら2冊が「定評ある書評誌」によって高い評価を受けていることを指摘し、除去の要求を「検閲という滑りやすい下り坂」への第一歩と呼んだ。2006年10月11日、市立図書館の理事会は資料選出方針を策定するための委員会を設置し、新方針の発効まで2冊の利用を停止した。委員会は「偏見に基づくラベルの貼付や資料の隔離システムの作成は行わない」と決定し、方針案を理事会に提出した。2007年3月14日、マーシャル市立図書会理事会は評決により問題の2冊を書架に戻す決定を下した。ベクダルはこの閲覧禁止の試みを「非常に光栄」と呼び、この事件は「グラフィックノベルという表現形式が新しく生まれ変わる大きな過程の一コマ」だと述べた。
2008年、ユタ大学の講師が中級英語講座「英語文学の表現形式の批判的紹介」のシラバスに課題図書として『ファン・ホーム』を載せた。一人の学生がこれに抗議し、宗教面の配慮に関するユタ大の方針に基づいて別の課題図書を与えられた。後に、その学生から連絡を受けた地域の団体「ノーモア・ポルノグラフィ」は同書をシラバスから除外するためにオンラインで請願運動を展開した。ユタ大英語学科の学科長ヴィンセント・ペコラは本書と講師を擁護し、シラバスから除外する計画はないと述べた。
2013年、サウスカロライナ州の保守主義団体パルメット・ファミリーが、カレッジ・オブ・チャールストンにおいて新入生への推薦図書リストに『ファン・ホーム』が挙げられたことに対する抗議を行った。パルメット・ファミリーの代表オラン・スミスは本書を「ポルノ的」と呼んだ。ベクダルはこれに対し、ポルノは性的興奮を与えるために作られたものだが自作は異なると反論した。同大学のプロヴォストであるリン・フォードは『ファン・ホーム』を擁護し、特に同作がアイデンティティをテーマの一つとしていることは大学一回生が読む本としてふさわしいと述べた。しかし、それから7か月後、共和党が優位を占めていたサウスカロライナ州下院の歳入委員会は、本書を推薦したことへの懲罰として、同大学への交付金から夏期の読書プログラムの予算52,000ドルを削減した。削減を提案した下院議員ゲイリー・スミスは、チャールストン大は本書を推薦することで「ゲイやレズビアンのライフスタイルを広めている」と発言した。同じく削減を支持した下院議員スティーヴン・ゴールドフィンチは「この本は保守主義者の自由を踏みにじっている。[…] この本を、特にその絵を教育に用いるのは行き過ぎだ」と述べた。ベクダルはこの交付金削減を「悲しく、馬鹿げたこと」と呼び、本作が「結局のところ、この種の狭量が人々の人生をどのように損なうかを扱ったものだ」と指摘した。下院本会議は採決によってこの削減を維持した。チャールストン大の学生や教員は失望と異議を表明し、同大の学生自治会は全会一致で交付金削減を取り消すよう訴える決議を採択した。10グループに上る言論の自由の擁護団体は連合してサウスカロライナ州上院財政委員会に書状を送り、交付金を元通りにするよう訴えるとともに「立法府の一員が教育プログラムの一要素に賛成しなかったというだけの理由で、州立の教育機関に財政面でペナルティを科すのは、教育的にみて不健全であり、また憲法上の疑義を与える」と警告した。1週間に及ぶ論議の末、上院での議決により交付金の削減は取り消されたが、その用途は合衆国憲法および論文集『ザ・フェデラリスト』の研究に振り替えられた。またチャールストン大に対しては「宗教的、道徳的、文化的信条」によって課題図書を拒絶する学生に対して代替図書を提供することが義務付けられた。ニッキ・ヘイリー州知事はこの予算配分による大学へのペナルティに承認を与えた。
2015年、デューク大学において、2019年夏期の課題図書に本書が指定された。複数の学生が道徳的もしくは宗教的な理由によりこれを拒絶した。

## ミュージカル化
本作はリサ・クロンの脚本、ジニーン・テソーリの音楽によりミュージカル化された。制作は2009年のオーハイ脚本家カンファレンスにおけるワークショップで行われ、2012年にサンダンス・シアター・ラボやザ・パブリック・シアターのパブリック・ラボでワークショップ公演が行われた。
2013年9月30日、オフ・ブロードウェイのザ・パブリック・シアターにおいてミュージカル版『ファン・ホーム』の初上演が行われた。演出はサム・ゴールド、主演はマイケル・サーヴェリス（ブルース・ベクダル役）とジュディ・クーン（ヘレン・ベクダル役）であった。アリソン役は三人の女優によって演じられた。ベス・マローニが演じる壮年のアリソンは自らの半生を振り返って語る。アレクサンドラ・ソーシャ演じる「中アリソン」はオーバリン大学に通いながら自らの性的指向を認識する。子供時代のアリソンは10歳のシドニー・ルーカスによって演じられた。この公演は好評を博し、公演期間は数回延長されて2014年1月12日まで続いた。このミュージカル作品は2014年のピューリッツアー賞戯曲部門の最終選考に残ったほか、ルシール・ローテル最優秀ミュージカル作品賞、ニューヨーク演劇批評家協会賞最優秀ミュージカル賞、オビー賞ミュージカル作品賞を受賞した。アリソン・ベクダルは『セブン・デイズ』紙にミュージカル化について1ページのコミック作品を描いている。
2015年4月からサークル・イン・ザ・スクウェアにおいてブロードウェイ公演が始まった。この公演は2015年トニー賞をミュージカル作品賞を含む5部門で受賞し、2016年9月10日までに26回のプレビュー上演と582回の通常公演を行い、2016年10月から国内ツアーを開始した。カッレ・オスカリ・マッティラは『アトランティック』誌への寄稿で、このミュージカル公演のマーケティング・キャンペーンは原作のクィアな叙述を「強調するよりぼかしている」と論じた。